# Dactylochelifer marlausicola
Dactylochelifer marlausicola är en spindeldjursart som beskrevs av Dumitresco och Traian Orghidan 1969. Dactylochelifer marlausicola ingår i släktet Dactylochelifer och familjen tvåögonklokrypare. Inga underarter finns listade i Catalogue of Life.